# 아로아 히메노
아로아 히메노(Aroa Gimeno, 1985년 4월 30일 ~ )는 스페인의 배우이다.